# Madison Rayne
Ashley Nichole Lomberger (de soltera Simmons, nacida el 5 de febrero de 1986) es una luchadora profesional estadounidense conocida como Madison Rayne, actualmente trabaja para AEW principalmente como coach de la división femenina y luchadora ocasional.
Entre sus logros, destaca ser cinco veces Campeona femenina de las Knockouts y tres veces Campeona Femenina en Parejas de las Knockouts, la primera vez con Velvet Sky y Lacey Von Erich bajo la Freebird Rule, la segunda con Gail Kim y la tercera con Tenille Dashwood. Esto la hace la primera luchadora en poseer ambos títulos simultáneamente.

## Vida personal
Madison Rayne se casó el 8 de febrero de 2011 con Jesse Cabot, engendrando un hijo llamado Yorsh, posteriormente se divorció en 2013, para que en 2015 se casará con Josh Lomberger.

## Carrera

### Ohio circuito independiente (2005–2009)
Simmons dio sus primeros pasos dentro de la lucha libre profesional poco tiempo después de terminar la secundaria. Ella vio un cartel para una promoción local, y se puso en contacto con el promotor, poco tiempo después comenzó a entrenar bajo el nombre de Lexi Lane, después de completar su entrenamiento con Jeff Cannon comenzó su carrera como luchadora en el estado de Ohio. En octubre de 2006 compitió en el World Xtreme Wrestling's. Lane también compitió en Ohio Championship Wrestling (OCW), donde se convirtió en la primera OCW Women's Champion en marzo de 2007, perdió el título en noviembre y lo recuperó en mayo de 2008 y finalmente lo perdió en febrero de 2009.

### Shimmer Women Athletes (2007–2009, 2011-presente)

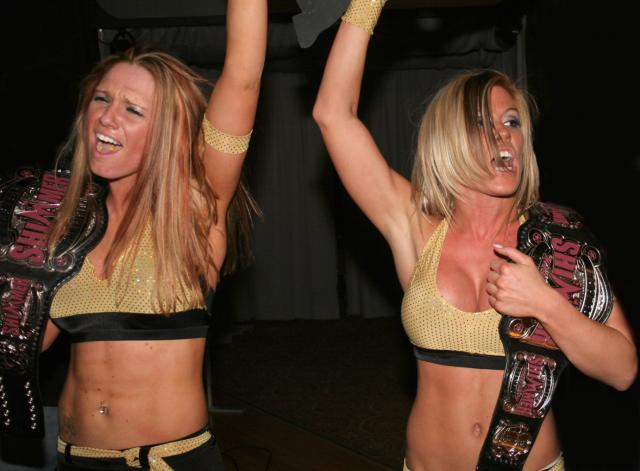
Lane junto a Nevaeh como Shimmer Tag Team Champions

El 13 de octubre del 2007 hizo su debut en Shimmer Women Athletes como Ashley Lane. En la grabación del volumen 15 de su serie de DVD hizo equipo con Lorelei Lee. En el Volumen 16 perdió ante Alexa Thatcher. El 19 de octubre junto a Neveah se convirtieron en las primeras luchadoras de la historia en ganar el Campeonato de Parejas en Shimmer. Más tarde defendieron los títulos con éxito ante Portia Pérez y Nicole Matthews pero lo perdieron ante las mismas el 3 de mayo de 2009 en el volumen 26.

### Wrestlicious (2009-2010)
En 2009, Lane ha participado en las grabaciones de la primera temporada de Wrestlicious, que comenzó a transmitirse en la televisión en marzo de 2010. En la promoción jugó en el papel de "Cheerleader" Amber Lively. Debutó en el tercer episodio de Takedown (emitido el 17 de marzo) en equipo con Lacey Von Erich y ganó por descalificación contra el equipo de Draculetta y Blanca Magic.

### Total Nonstop Action Wrestling / Impact Wrestling (2009-2018)

#### 2009

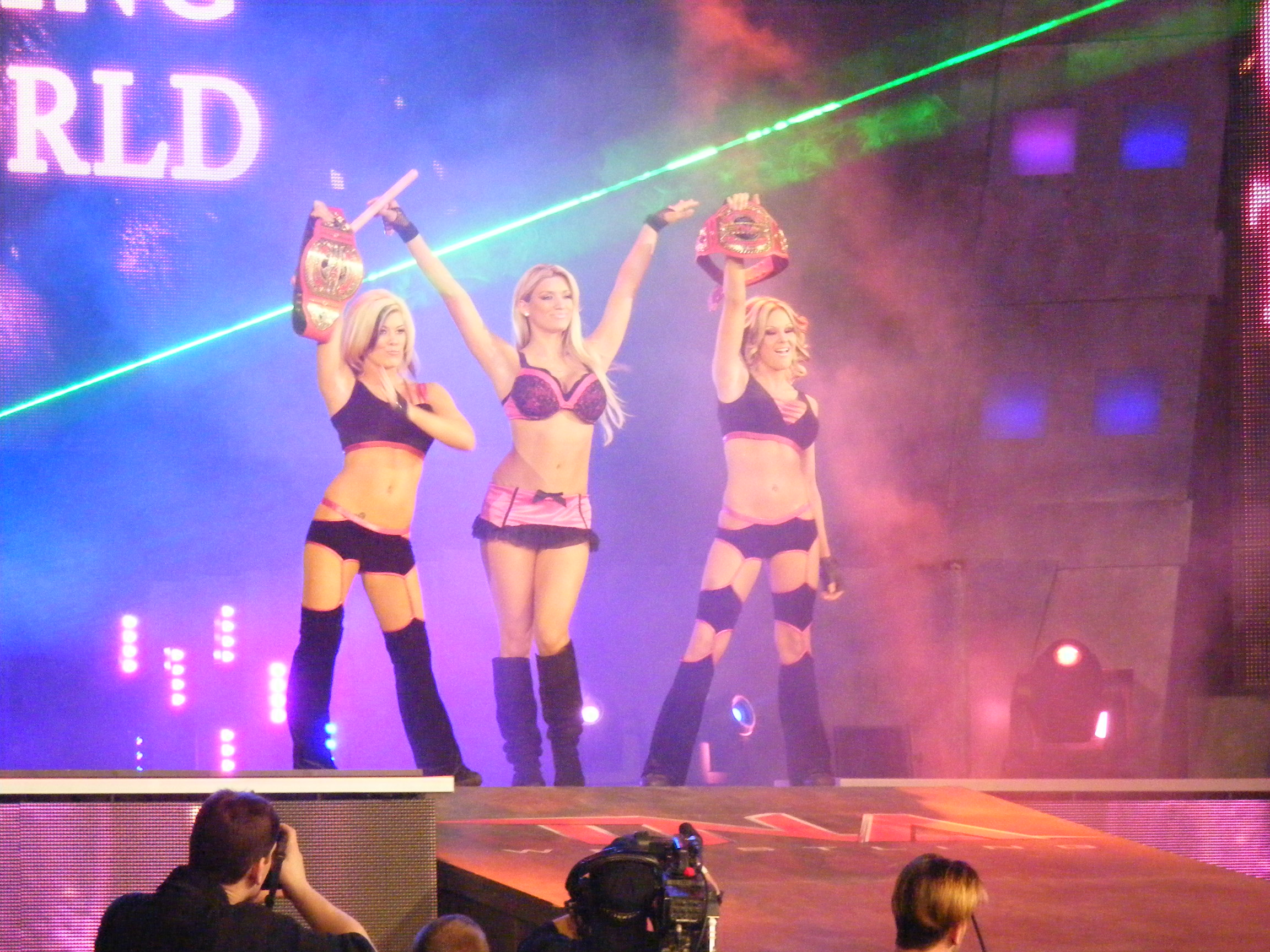
Rayne como parte de The Beautiful People

Lane debutó en Total Nonstop Action Wrestling (TNA) como Madison Rayne en enero de 2009 en una edición de TNA Impact!, Donde fue derrotada por Awesome Kong. Regresó el 12 de febrero la edición de Impact! en un partido de TNA Knockouts Gauntlet. La semana siguiente, comenzó su historia por primera vez por abofetear y saliendo en su etiqueta de equipo asociado Taylor Wilde en un partido contra The Beautiful People (Angelina Love y Velvet Sky). El 5 de marzo la edición de Impact!, Rayne se alinea con The Beautiful People después de ayudarles a ganar un partido de etiquetas equipo de cuatro direcciones. 
En Destination X en abril, Rayne hizo su debut en pay-per-view, formando equipo con Angelina Love y el Velvet Sky en contra del Gobernador, Wilde y Roxxi en causa perdida. En la siguiente edición de Impact!, Rayne fue programada para enfrentar a Love en un partido, pero antes de que empezara, ésta la atacó por la espalda. Después de Love había puesto a Rayne, Sky se presentó la celebración de una bolsa de papel marrón y lo puso en la cabeza de Rayne para humillarla. Rayne se salvó entonces por Tara y Christy Hemme. El 10 de septiembre la edición de Impact!, Rayne y Roxxi perdieron contra The Beautiful People en un partido que fue parte de un torneo para coronar a las primeras Tag Team Champions. La semana siguiente, Rayne, después de ayudar a Love y la anticipación del Velvet a la final del torneo, fue recibida de nuevo en The Beautiful People. En No Surrender Rayne sustituye a Angelina, que había sido liberada de su contrato, debido a problemas de visado, antes del evento, y se asoció con Sky en la final del torneo, donde fueron derrotadas por el equipo de Sarita y Taylor Wilde.
El 1 de octubre, Lacey Von Erich hizo su debut y se unió a Rayne y Sky como la tercera miembro de la nueva Beautiful People. Rayne obtuvo su primera victoria en TNA el 8 de octubre edición de Impact!

#### 2010
Love volvió a la empresa en la edición del 14 de enero de 2010, de Impact!, Pero en lugar de volver a unirse a The Beautiful People, las atacó. Varias semanas después, el 8 de marzo, Rayne y Sky derrotaron a los equipos de Angelina Love y Tara y Sarita y Taylor Wilde, en un partido de tres vías para ganar el vacante Campeonato de Tag team championship.En virtud de la regla de Freebird, los tres miembros de The Beautiful People fueron consideras campeonas, y cualquier combinación de dos miembros podría defender el título.En Lockdown en abril, Rayne y Velvet se asociaron contra Tara y Angelina Love en una pelea por equipos en una jaula de acero, durante el cual Rayne cubrió a Tara para ganar el título de Love.Con la victoria, se convirtió en la primera persona para celebrar los Campeonatos del Women's Tag team championship. Al mes siguiente en Sacrifice, Rayne derrotó a Tara en un partido por el título de las knockouts, causando a Tara a retirarse de la TNA y poner fin a la rivalidad entre la historia de Tara y The Beautiful People.En Slammiversary VIII Rayne retuvo su título contra Roxxi en otro partido de su carrera. El 11 de julio en Victory Road Rayne perdió el Campeonato Femenino de Angelina Love por descalificación debido a la interferencia externa de una persona en una moto. Antes del partido se anunció que el título cambiará de manos por descalificación, si cualquiera de Velvet Sky o Lacey Von Erich interferido en el partido. Sin embargo, el título fue devuelto a Rayne el 22 de julio la edición de Impact!, Cuando se declaró que no había pruebas de que la persona que había interferido en el partido fue Sky o Von Erich. Después de semanas de discutir entre sí sobre la actitud de Rayne, the beautiful people acordaron una tregua el 29 de julio en una edición de Impact!.Sin embargo, en la siguiente edición de Impact!, Rayne y la misteriosa mujer sin darse cuenta el costo del TNA Tag Team Championship en un partido contra Hamada y Taylor Wilde, cuando su interferencia salió por la culata.A la semana siguiente Rayne perdió el Campeonato Femenino contra Angelina Love, después de una distracción provocada por Velvet Sky atacada por la mujer misteriosa.Rayne recibió su revancha por el título en la edición de la semana siguiente de Impact!, pero fue derrotado nuevamente por Love, después de una interferencia de Velvet Sky, que acompañó a Angelina al ring.La Misteriosa aliada fue desenmascaradoa por fin como Tara en el 2 de septiembre la edición de Impact!, Cuando las dos de ellas derrotaron a las reunidas Beautiful People en una pelea por equipos. En No Surrender Rayne fue derrotada por Velvet Sky en un partido individual. Posterior a esto, en Bound for Glory, perdió junto con Angelina Love y Velvet Sky ante Tara. Después en las grabaciones siguientes le arrebató el título a Tara. Participó en el torneo por los títulos en parejas junto a Tara, derrotando a la retadora por el título femenino, Mickie James y Miss Tessmacher.

#### 2011

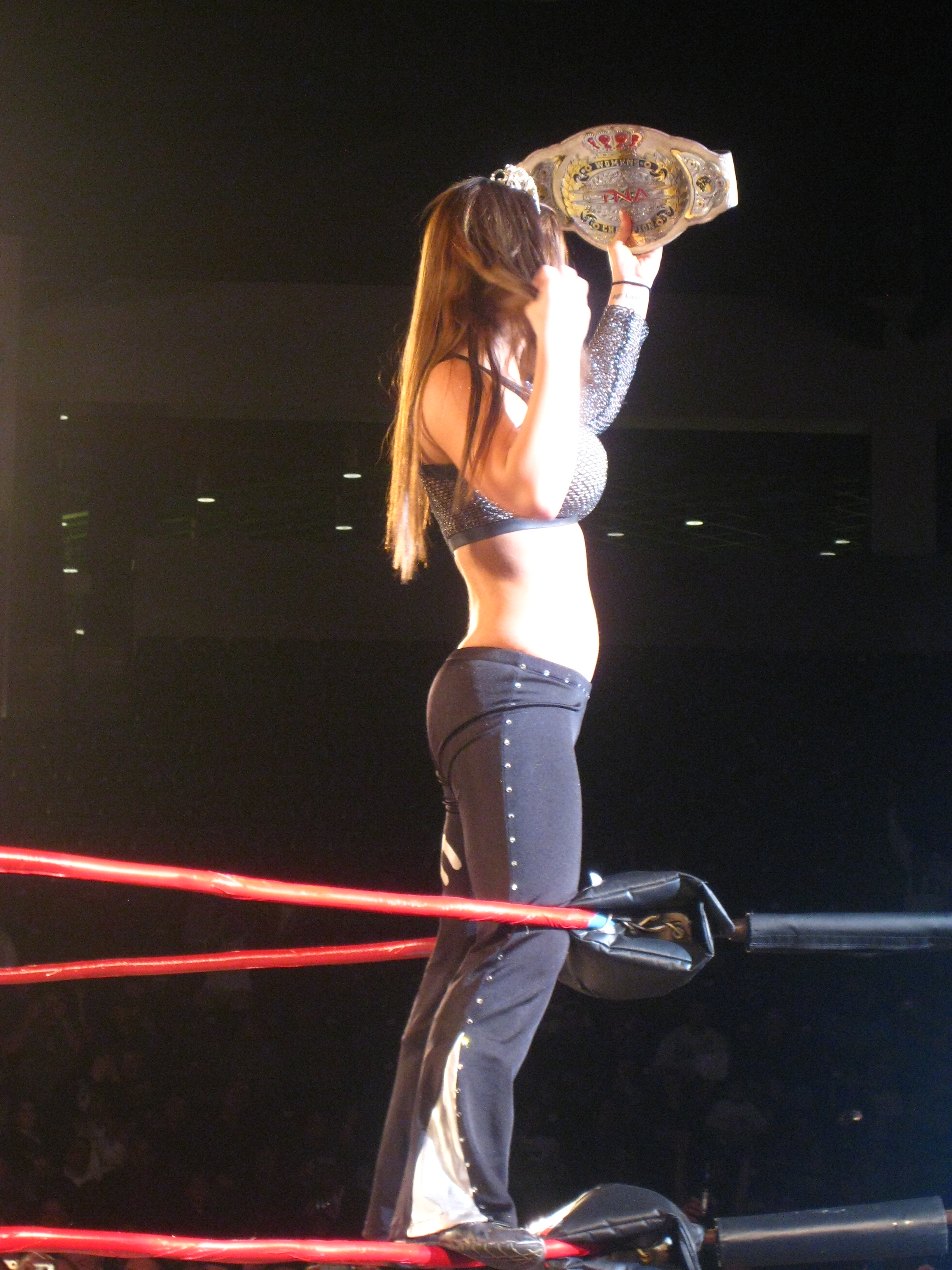
Rayne como campeona en marzo de 2011.

En Genesis retuvo su campeonato frente a Mickie James con ayuda de Tara. Continuando su feudo con James, la derrotó en Against All Odds en un Last Knockout Standing match. Luego, empezó a lanzar retos abiertos en Impact al no tener competencia, derrotando a ODB, Roxxi y Alissa Flash. Finalmente, aceptó tener otra lucha contra James en Lockdown si ella apostaba su cabellera. Durante las siguientes semanas, empezó a discutir con Tara, ya que no hacía lo que ella la ordenaba. En Lockdown, Rayne perdió su título ante James. Se pactó una revancha en Sacrifice contra Mickie James, en donde se estipuló que si James ganaba, Tara se liberaría del contrato que poseía con Rayne. La lucha terminó con la victoria de Mickie James que retuvo el título con la ayuda de Tara. Después de meses de inactividad, participó en un torneo para enfrentarse a Winter en Bound for Glory por el título femenino y comenzó una alianza con Karen Jarret. En Impact Wrestling se clasificó al derrotar a Tara, pero en el evento fue derrotada por Velvet Sky. El 3 de noviembre en Impact Wrestling derrotó junto con Gail Kim y con la ayuda de Karen Jarret a Tara y a Brooke Tessmacher ganando el TNA Knockout Tag Team Championship. Pero luego de que Karen fuera despedida, Madison se autonombró nueva vicepresidenta de Knockouts, haciendo que Tara y Brooke Tessmacher se enfrentaran y acabaran peliadas. El 29 de diciembre Sting la sacó del cargo de vicepresidenta y ese mismo día en el evento Principal, interfirió en la lucha de Gail y Mickie haciendo que la primera retuviera su título.

#### 2012 - 2014

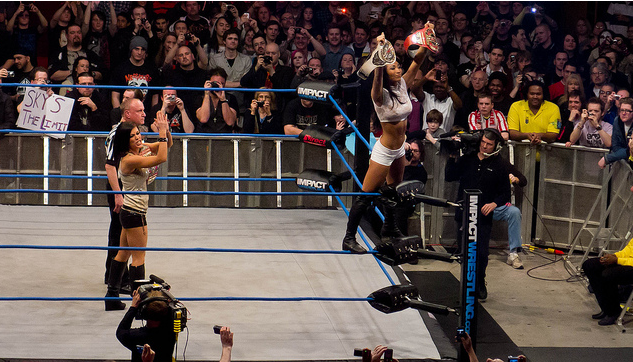
Madison Rayne junto a Gail Kim en 2012.

El 5 de enero junto a Kim retuvieron sus campeonatos ante Mickie James y Traci Brooks. En Genesis acompañó a Kim en su lucha contra Mickie James pero Velvet Sky la encerró en un jaula para que no interfiriera, pero igualmente lo hizo causando que Mickie sea descalificada y Gail retuviera el título. Luego le pidió otra oportunidad a Sting para ejercer el cargo de vicepresidenta de Knockouts, pero éste le dijo que debía enfrentarse a Mickie James en un Cage match, en el cual salió derrotada. En Against All Odds acompañó a su aliada Gail Kim en su lucha contra Tara, pero se retiró en medio de la lucha debido a una pelea con su compañera, comenzando a tener actitudes de Face. El 16 de febrero se convirtió en la aspirante al Campeonato Femenino de la TNA tras participar de un 10 Knockouts Battle Royal eliminando a Velvet Sky. Posterior a esto Madison discutió con Gail. El 8 de marzo junto con Kim perdieron los Campeonatos Femeninos en Pareja de la TNA ante O.D.B y Eric Young.
En Victory Road perdió ante Gail Kim, en donde estaba en juego el Campeonato Femenino de la TNA, después de que Kim le aplicara un Eat Defeat. Posterior a esto Gail le regaló una corona Rayne como significado de hacer las pases, la cual esta aceptó, aclarando sus diferencias entre ellas. El 4 de abril participó de un Knockouts Championship Challenge por el Campeonato Femenino de la TNA, siendo derrotada por Velvet Sky. El 5 de julio besó a Earl Hebner, revelando que él era su amor secreto. El 26 de julio hizo equipo con Gail Kim enfrentando a Mickie James y Tara, lucha que ganaron por una controversia de Earl Hebner. El 2 de agosto se enfrentó a Tara, Mickie James y Gail Kim, convirtiéndose en la aspirante número uno por el  Campeonato Femenino de la TNA por otra controversia de Hebner.
Finalmente, debido a otra controversia con Hebner, Madison derrotó a Miss Tessmacher en Hardcore Justice ganando el Campeonato Femenino. Pero tuvo que defenderlo el 16 de agosto en una lucha donde Taryn Terrell fue la árbitro, para que Hebner no la ayudara, perdiendo el título. Más adelante, tuvo pocas apariciones en la empresa, hasta que en marzo de 2013 publicó en Twitter que estaba de baja debido a que se había quedado embarazada. Durante su ausencia, el 3 de julio anunció por Twitter que su contrato había finalizado y no había renovado.
Rayne regresó a TNA el 28 de noviembre (emitido el 12 de diciembre), salvando a ODB de un ataque de Lei'D Tapa y su compañera, la Campeona Femenina Gail Kim, estableciéndose como face. En Genesis, Rayne derrotó a Kim, ganando por quinta vez el campeonato. El 9 de marzo de 2014 en Lockdown Rayne retuvo exitosamente su campeonato al derrotar a Gail Kim.
Tras semanas de feudo con The Beautiful People, Rayne perdió el campeonato frente a Angelina Love el 27 de abril de 2014 en Sacrifice, gracias a la intervención de Velvet Sky. Desde entonces ha tenido varias peleas, tanto individuales como en equipo, en contra de The Beautiful People. El 29 de octubre hizo equipo con Taryn Terrell para enfrentarse a The Beatiful People en donde Rayne le aplicó una llave a Terrell para que así Las dos llevaran la victoria siendo así el cambio Heel de Rayne.

#### 2015
Participó en una batalla real por el TNA Knockouts Championship en la nueva edición de TNA, pero, no logró ganar siendo la ganadora Taryn Terrell. El 30 de enero se enfrentó a Gail Kim y a Taryn Terrell en una lucha por el título en donde salió derrotada. Participó en un Ladder Match por un contrato de TNA en donde se enfrentó a Angelina Love, Gail Kim, Brooke, Taryn Terrell en donde esta última fue la ganadora. El 8 de julio se enfrentó a Velvet Sky en donde Rayne empezó a criticar a Sky siendo así que Sky se enojara y se enfrentaran en una lucha donde esta salió ganadora. El 2 de septiembre defendió junto con Angelina Love a Velvet sobre Dollhouse (Jade, Marti Belle y Rebel) en donde Love diera la noticia que The Beautiful People había regresado convirtiéndose esta en face. El 7 de octubre comenzó a participar en el torneo para coronar al nuevo  Campeonato Mundial de Peso Pesado de la TNA como una de las 4 Knockout seleccionadas, siendo derrotada por  Awesome Kong.
Tras la salida de la empresa de Angelina Love y Velvet Sky, The Beautiful People se disolvió una vez más.

#### 2016 - 2017
Rayne empezó a competir de forma individual después de ganar una lucha contra Velvet Sky por una oportunidad por el título contra Gail Kim. Participó en una amenaza triple contra Gail Kim y Jade por el TNA Knockouts Championship, que finalmente fue ganado por Jade.
El 21 de julio en el episodio de Impact Wrestling, Rayne cambió a Heel al atacar a Gail Kim durante un segmento de las Knockouts, durante los siguientes meses ganó luchas contra Laurel Van Ness, Raquel y Rebel.
En 2017 cuando TNA pasó a ser GFW, Rayne renunció a la empresa.

#### 2018
Tras la salida de Jeff Jarrett y el regreso a Impact Wrestling, Rayne también regresó, pero como comentaristade la división de Knockouts. El 24 de mayo en Impact, Tessa Blanchard quien hacía su debut en el programa, venció y luego atacó a Kiera Hogan, Rayne salió a defender a Hogan cambiando nuevamente a face, Blanchard desafió a Rayne a un mano a mano en el evento "Under Pressure", en donde Madison se llevó la victoria, para posteriormente empezar una rivalidad con Su Yung.
Rayne fue derrotada por Yung en Slammiversary XVI, posteriormente Madison fue encerrada en un sarcófago como signo de su derrota.

### Ring of Honor (2017-2019)
El 8 de noviembre de 2017, Ring of Honor anunció que Lomberger firmó para competir por ROH por primera vez en nueve años. Ella fue contratada para luchar en el evento Survival of the Fittest en Oklahoma City contra Deonna Purrazzo.
El 10 de enero de 2018, Rayne fue anunciado para competir en el torneo del Campeonato Femenino de Honor. Rayne fue derrotada por Mandy Leon en un partido de primera ronda que se cargó el 21 de febrero de 2018. El 21 de julio de 2018, en el ROH TV Tapings, fue derrotada por Sumie Sakai por el Campeonato Mundial Femenil de Honor, eso fue cargado el 31 de agosto. El 19 de septiembre, Rayne anunció que firmó un contrato por un año con ROH.
El 14 de diciembre en Final Battle, Rayne participó en un Four Corner Survival por el Campeonato Mundial Femenil de Honor, donde no logró capturar el título luego de ser eliminada por Kelly Klein.
Sin embargo, fue despedida el 28 de febrero de 2019.

### WWE (2018)
El 30 de julio, WWE anuncia la entrada de Simmons al Mae Young Classic (2018) bajo el nombre de Ashley Rayne, en la primera ronda enfrentó a Mercedes Martinez, pero fue eliminada.

### Regreso a Impact Wrestling

#### Varias storylines (2017–2018)
En el episodio del 29 de noviembre de Impact!, Rayne regresó como heel en un combate a tres bandas entre ella, Laurel Van Ness y KC Spinelli en un esfuerzo fallido. Rayne una vez más regresó como favorita de los fans en el episodio del 17 de mayo de Impact! en los comentarios durante un combate de eliminatorias entre Tessa Blanchard y Kiera Hogan. Después del combate, Madison Rayne bajó al ring para salvar a Hogan del asalto de Tessa Blanchard. En el episodio del 31 de mayo de Impact!, derrotó a Blanchard. En Slammiversary XVI, desafió sin éxito a Su Yung por el Campeonato de las Knockouts. El 24 de agosto de 2018, el perfil de Rayne en el sitio web de Impact se movió a la sección de exalumnos.

#### Tercer regreso y rol como comentarista (2019–2021)
El 1 de marzo de 2019, un día después de su liberación de ROH, Rayne firmó un contrato de varios años para regresar a Impact Wrestling. En el episodio del 17 de julio de Impact!, después de que Rayne perdiera ante Jordynne Grace en una lucha de triple amenaza que también involucró a Hogan, unió fuerzas con esta última para atacar a Grace, cambiando a heel en el proceso.
Durante 2020, Rayne hizo la transición a un papel más activo en el comentario junto con su esposo Josh Mathews, siendo la primera figura femenina en los comentarios semanales. En el programa previo a Hard to Kill, Rayne anunció su retiro de la lucha libre, haciendo su última aparición en dicho evento al presentar el regreso de los Campeonatos en parejas de las Knockouts y sus nuevas campeonas, Kiera Hogan y Tasha Steelz, junto a su excompañera de equipo, Gail Kim.

#### Regreso de la jubilación y The Influence (2021-2022)
En el episodio del 12 de agosto de 2021 de Impact!, Rayne regresó a Impact Wrestling atacando a Taylor Wilde durante su combate contra Tenille Dashwood, aliándose con esta última y formando The Influence. En octubre, Rayne participó en un torneo para determinar a la Impact Digital Media Champion inaugural, perdiendo ante Chelsea Green en la primera ronda, sin embargo, reemplazó a Tenille, pero perdió ante Jordynne Grace en la final en Bound for Glory.
El 5 de marzo del 2022 en Sacrifice, Rayne y Dashwood derrotaron a The IInspiration (Jessie McKay y Cassie Lee) para convertirse en campeonas en parejas por primera vez como equipo, y la tercera vez en el historial general de Rayne. El 19 de junio en Slammiversary, Rayne y Dashwood perdieron los campeonatos ante Taya Valkyrie y Rosemary, sin embargo, Rayne salió lesionada de forma legítima después de haber roto su nariz durante el combate; Debido a su lesión, Tenille se alió con la debutante Gisele Shaw, quien fue reclutada para unirse a The Influence con Madison como mentora de ambas luchadoras, sin embargo, después de ser firmada por AEW, Madison dejó el stable, desintegrándose en el proceso.

### All Elite Wrestling (2022-presente)
El 3 de agosto se anunció que Madison había sido contratada por All Elite Wrestling como coach de la división femenina y competidora, teniendo su primera lucha titular contra la Campeona TBS, Jade Cargill, el 10 de agosto en AEW Dynamite, saliendo derrotada.

### Campeonatos y logros
- Ohio Championship Wrestling
  - OCW Women's Championship (2 veces)

- Ohio Valley Wrestling
  - OVW Women's Championship (1 vez)

- Shimmer Women Athletes
  - Shimmer Tag Team Championship (1 vez) – con Nevaeh

- Total Nonstop Action Wrestling
  - TNA Knockouts Championship (5 veces)
  - TNA Knockout Tag Team Championship (3 veces) -con Lacey Von Erich y Velvet Sky (1), Gail Kim (1) y Tenille Dashwood (1)
  - Queen of the Knockouts (2014)

- Pro Wrestling Illustrated
  - Situada en el Nº19 en el PWI Female 50 en 2009
  - Situada en el Nº6 en el PWI Female 50 en 2010
  - Situada en el Nº5 en el PWI Female 50 en 2011.[14]
  - Situada en el Nº15 en el PWI Female 50 en 2012.[15]
  - Situada en el Nº11 en el PWI Female 50 en 2014
  - Situada en el Nº27 en el PWI Female 50 en 2015
  - Situada en el Nº27 en el PWI Female 50 en 2016.